# تماس پسین

چهار نتیجه برخورد پسین (تماس ثانویه): 1. یک مانع بیرونی جمعیت، گونه را به دو قسمت تقسیم می‌کند، اما پیش از اینکه جداسازی تولیدمثلی برای ایجاد گونه‌زایی کافی باشد، با هم تماس پیدا می‌کنند. این دو جمعیت دوباره به یک گونه تبدیل می‌شوند. 2. گونه‍زایی با تقویت 3. دو جمعیت جداشده از نظر ژنتیکی متمایز می‌مانند، درحالی‌که ازدحام‌های دورگه در پهنه برخورد تشکیل می‌شوند. 4. نوترکیبی ژنوم منجر به گونه‌زایی دو جمعیت با یک گونه دورگه اضافی می‌شود. هر سه گونه با موانع تولیدمثلی ذاتی از هم جدا می‌شوند.

تماس پسین یا تماس ثانویه (به انگلیسی: Secondary contact)، فرآیندی است که در آن دو جمعیت پراکنده ناهمجا از یک گونه از نظر جغرافیایی دوباره متحد می‌شوند. این تماس امکان تبادل ژن‌ها را فراهم می‌کند، که بستگی به این دارد که این دو جمعیت چقدر از نظر تولیدمثلی جدا شده‌اند. چندین پیامد اولیه از تماس ثانویه وجود دارد: انقراض یک گونه، ادغام دوبارهٔ دو جمعیت در یک جمعیت، تقویت، تشکیل یک پهنه دورگه، و تشکیل یک گونه جدید از طریق گونه‌زایی دورگه.